# Olej oliwkowy

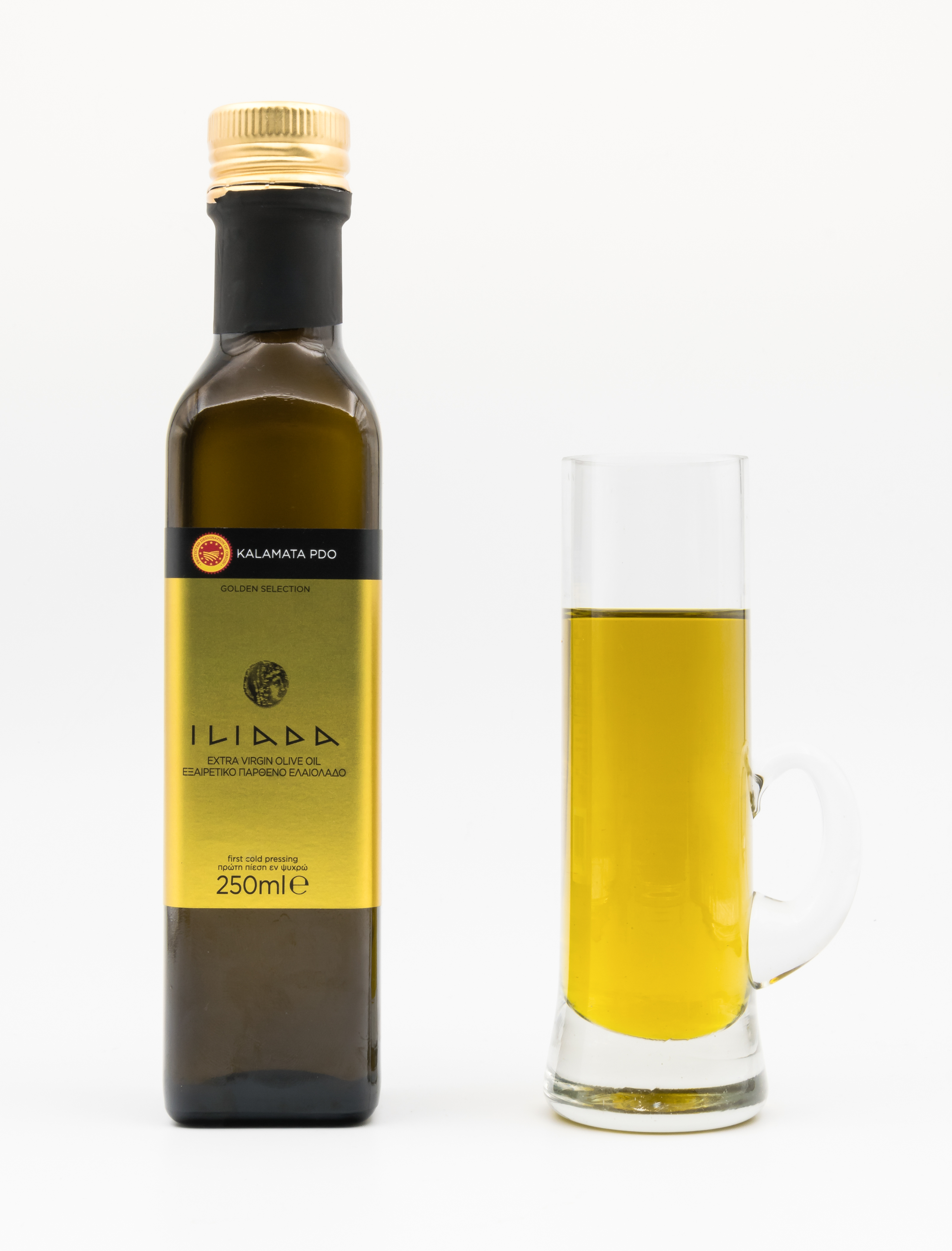
Oliwa Iliada

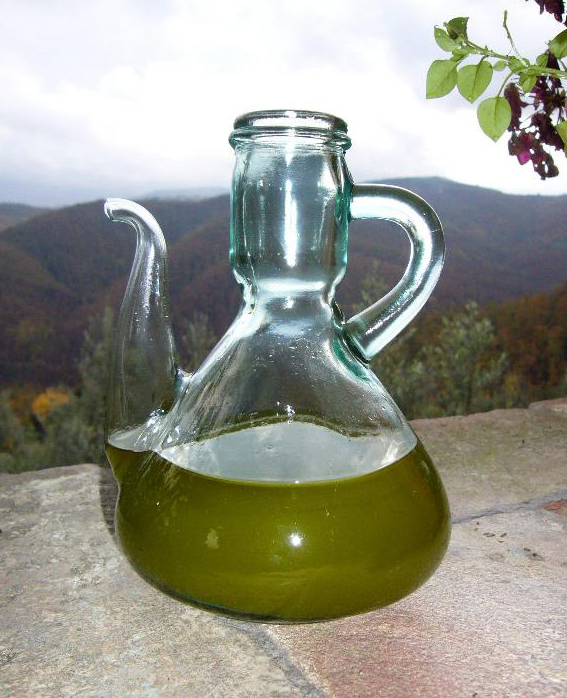
Świeżo wytłoczona oliwa

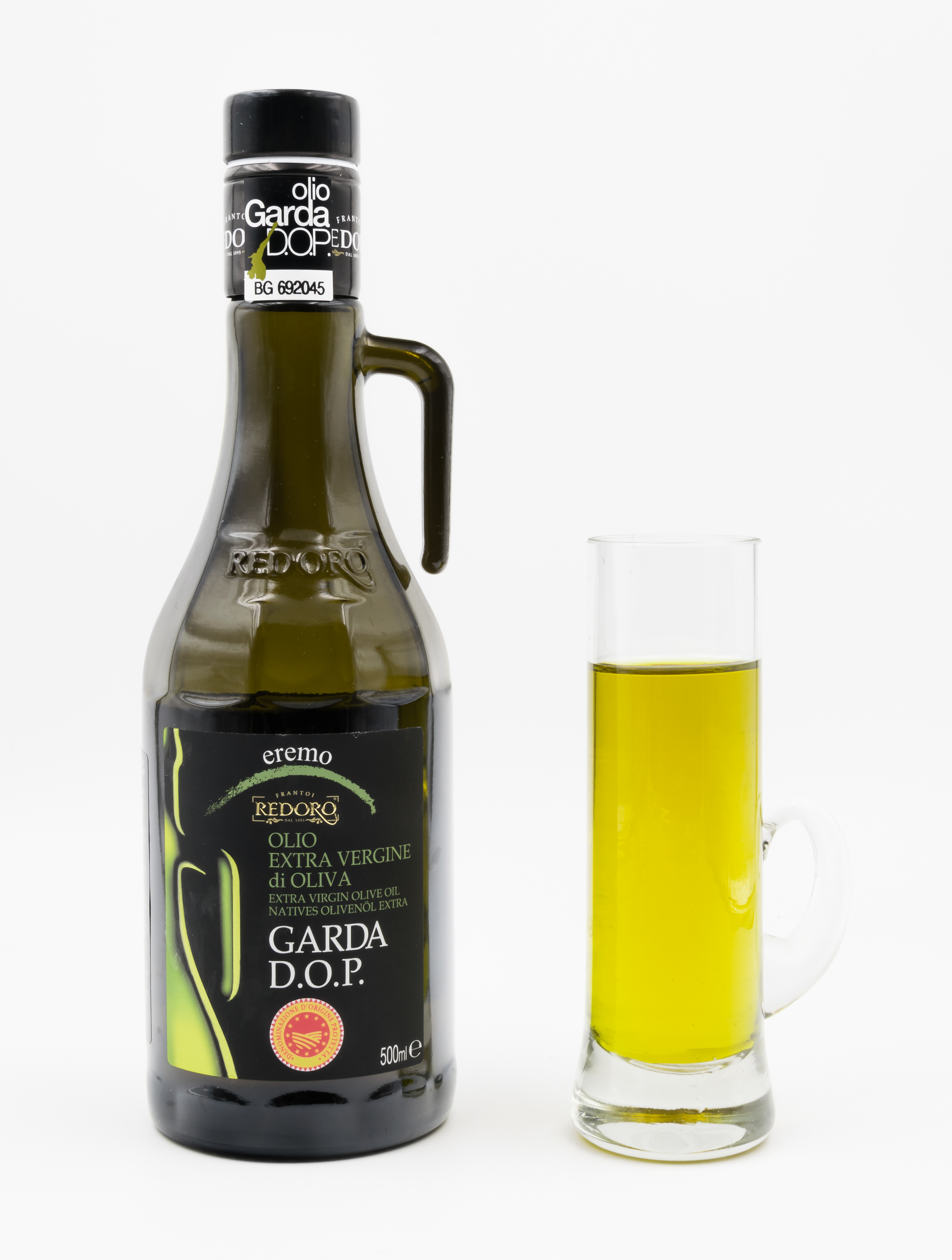
Oliwa Garda DOP

Olej oliwkowy, olej z oliwek, oliwa (łac. Oleum Olivarum, Oleum Olivae) – olej roślinny o zmiennym zabarwieniu od złocistożółtego do żółtozielonego, charakterystycznym zapachu oraz specyficznym smaku. Otrzymywany jest w wyniku procesu tłoczenia „na zimno” (poniżej 27 °C) lub „na gorąco” miąższu owoców oliwki. W temperaturach poniżej 15 °C mętnieje, przy czym jest to proces odwracalny. Ze względu na wrażliwość na światło, oliwa powinna być przechowywana w ciemnych miejscach.

## Cechy
| Pochodzenie:                 | kraje śródziemnomorskie |
| Skład (100 g):               | 14,86 g nasyconych kwasów tłuszczowych (0,01 g kwas laurynowy; 0,04 g kwas mirystynowy; 11,6 g kwas palmitynowy; 2,51 g kwas stearynowy i 0,7 g kwas arachidowy); 70,2 g jednonienasyconych kwasów tłuszczowych (0,9 g kwas oleopalmitynowy; 68,97 g kwas oleinowy; 0,25 g kwas eikozenowy); 10,61 g wielonienasyconych kwasów tłuszczowych (9,78 kwas linolowy i 0,83 kwas α-linolenowy). |
| Kategoria:                   | olej nieschnący |
| Przydatność do spożycia:     | po otwarciu ok. 8-10 miesięcy |
| Wytrzymałość na temperatury: | temperatura dymienia to około 210 °C |
| Zastosowanie                 | - Stosowana szeroko w gastronomii do smażenia oraz do doprawiania potraw; w przemyśle spożywczym np. do produkcji sosu winegret. Tzw. popularnie oliwy smakowe uzyskuje się dzięki dodaniu przypraw, np.: rozmarynu, oregano, tymianu, pieprzu, bazylii, czosnku. - Stosowana również w przemyśle kosmetycznym. Polecana przy suchej, źle ukrwionej, dojrzałej, łuszczącej się, pękającej skórze, stosowana w maskach do włosów, do pielęgnacji paznokci. Oliwka ma właściwości rozgrzewające i poprawiające ukrwienie. |

## Normy Unii Europejskiej
Według norm Unii Europejskiej, oliwę dzieli się na trzy kategorie jakościowe, zależnie od zawartości wolnych kwasów tłuszczowych (liczby kwasowej). Wyższą ilość kwasów ma oliwa, która powstała np. z oliwek przejrzałych bądź uszkodzonych przez szkodniki.
1. Oliwa naturalna (na opakowaniach napis: native, vergin [ang. virgin], extra vergin) to oliwa najwartościowsza pod względem zdrowotnym i odżywczym. Według znawców, ten gatunek oliwy ma także najlepszy smak. Otrzymuje się ją z pierwszego tłoczenia na zimno (w temperaturze pokojowej). Nie powinna zawierać żadnych konserwantów ani żadnych chemikaliów stosowanych dla polepszenia wydajności ekstrakcji. Dla tego typu oliwy liczba kwasowa nie powinna przekraczać 0,8. Oliwa najwyższej klasy ma liczbę kwasową 0,2. Dzięki wysokiemu stężeniu jednonienasyconych kwasów tłuszczowych, witaminy E oraz związków fenolowych oliwa wykazuje wyjątkowe właściwości antyoksydacyjne i przeciwzapalne[1].
2. Oliwa rafinowana, czyli oczyszczana.
3. Oliwa zwykła (z kolejnych tłoczeń).

Oliwy rafinowane i zwykłe powinny mieć liczbę kwasową poniżej 6,6.
Ponadto wyróżnia się olej z oliwek przeznaczony do celów farmaceutycznych, spełniający wymagania Farmakopei Polskiej II, Farmakopei Europejskiej i innych Farmakopei.

## Właściwości prozdrowotne
Zawarty w oliwie kwas oleinowy, należący do kwasów tłuszczowych jednonienasyconych (MUFA), może pełnić rolę ochronną w profilaktyce miażdżycy, chorób serca, cukrzycy i nadciśnienia tętniczego. Diecie bogatej w oliwę przypisuje się działanie hamujące rozwój miażdżycy tętnic. Czynnikiem ochronnym w tym przypadku jest wspomniany kwas oleinowy, który zmniejsza ryzyko peroksydacji lipidów w lipoproteinach (LDL i HDL), co zapobiega tworzeniu się płytek miażdżycowych. Spożywanie oliwy przyczynia się również do zmniejszenia stężenia cholesterolu frakcji LDL, substancji zwiększających krzepliwość krwi i zwiększenia stężenia cholesterolu frakcji HDL i antyoksydantów. W badaniach in vitro stwierdzono, że obecny w oliwie skwalen, należący do triterpenów, a także β-sitosterol, wykazują działanie ochronne przed tworzeniem się i rozwojem komórek rakowych. W badaniach przeprowadzonych w Hiszpanii wykazano zmniejszone ryzyko występowania raka piersi u kobiet spożywających duże ilości oliwy. Zawarty w oliwie hydroxytyrosol związany jest z niższym ryzykiem występowania chorób układu krążenia i niższą umieralnością ogólną u osób w wieku starszym.